# قمبوداوات
القمبوداوات (الاسم العلمي: Campodeinae) هي أسرة من الحيوانات تتبع الفصيلة القمابيد من رتبة ثنائيات الذنب.

## أجناس القمبوداوات
- القمبود